# Rosmarie Baltensweiler
Rosmarie Baltensweiler (* 30. Dezember 1927 in Bremgarten als Rosmarie Schwarz; † 10. April 2020 in Ebikon) war eine Schweizer Designerin, Innenarchitektin und Unternehmerin.

## Leben und Werk
Rosmarie Baltensweiler besuchte von 1944 bis 1948 die Fachklasse für Innenarchitektur an der Kunstgewerbeschule Zürich bei Wilhelm Kienzle und arbeitete anschliessend bis 1949 im Architekturbüro Ammann in Luzern. Von 1949 bis 1951 war sie als Innenarchitektin und Designerin im Architekturbüro von Willy Guhl und als Assistentin von Max Bill in Zürich tätig.
1951 heirateten Rosmarie und Rico Baltensweiler und eröffneten auf der Reuss in einem ehemaligen Luzerner Bad- und Waschhaus eine Wohnwerkstatt. Gleich ihr erstes Produkt, eine für den Eigenbedarf 1950 entworfene Stehleuchte, wurde zu einer Ikone. Die sechs Bewegungsachsen gaben der Stehleuchte ihren Namen: Type 600. Mit dem patentierten Federgelenk lässt sie sich beliebig verstellen und mit dem als «Chinesenhut» bekannten Aluminiumreflektor lässt sich je nach Position eine indirekte Raumbeleuchtung erzeugen oder ein Akzentlicht setzen. 1952 wurde die Leuchte als Type 600 Modell 51 in einer Kleinserie von 10 Exemplaren produziert, ab 1958 vertrieb Knoll International eine überarbeitete Version.
Die steigende Zahl an Leuchtenserien und die Geburt von Tochter und Sohn bewogen sie 1956 zum Umzug in ein Chalet nach Ebikon mit Werkstatt, Atelier und Wohnung. Neben Entwurf und Produktion neuer Leuchten für den Wohn- und Arbeitsbereich übernahm das Ehepaar Baltensweiler auch Lichtplanungsaufgaben für öffentliche Gebäude wie das Stadttheater Luzern, das Kunstmuseum Luzern (1969) und das Schauspielhaus Zürich (1975).
Seit Beginn der 1970er-Jahre setzten sich Rosmarie und Rico Baltensweiler mit neuen Leuchtmitteln und Fragen einer spezifischen Arbeitsplatzbeleuchtung auseinander. 1972 verwendeten sie als erste Produzenten in der Schweiz für ihre Leuchte Halo einen 250-Volt-Halogenbrenner mit einer besonders langen Lebensdauer.
Nach dem Tod von Rico Baltensweiler 1987 wurde der Betrieb in eine Familien-AG umgewandelt, Sohn Gabriel und Tochter Karin übernahmen wichtige Aufgaben im Familienbetrieb. Rosmarie Baltensweiler zog sich ab 2013 langsam aus dem Unternehmen zurück.
2019 zeichnete das Bundesamt für Kultur Rosmarie Baltensweiler für ihr Designschaffen mit dem Schweizer Grand Prix Design aus. In ihrer Dankesrede fasste sie ihre Designphilosophie in einem Satz zusammen: «Wir haben immer auf die Vereinfachung hingearbeitet, abhängig davon, was uns technisch möglich war und was wir überhaupt produzieren konnten.»